# Characteristic March
La Characteristic March est un style de la musique ragtime, qui prend pour base la marche mais avec un rythme syncopé. Un nombre important de morceaux du ragtime ont cette connotation de « marche ». Beaucoup de pièces ont été sous-titrés « March Two Step » ou « Characteristic March » par exemple.